# Moses Ephraim Kuh
Moses Ephraim Kuh, född 1731 i Breslau, död där den  3 april 1790, var en tysk skald.
Kuh var vän med Moses Mendelssohn, Karl Wilhelm Ramler, Gotthold Ephraim Lessing med flera. Efter hans död utgavs ett urval av hans dikter, med ändringar av Ramler (1792). De utgörs av epigram, visor och fabler, i vilka efterbildning av Martialis, Anakreon och Phaedrus tydligt kan märkas. Berthold Auerbach gjorde Kuh till hjälten i sin roman "Dichter und Kaufmann". Kuh fick vid samma tid en biografi av Meyer Kayserling (1864).